# Warner Records
Warner Records LLC (anteriorment Warner Bros. Records Inc.) és una companyia discogràfica estatunidenca i un dels grups discogràfics més importants en els quals es divideix el gegant de la comunicació Warner Music Group.
És conegut internacionalment com a WEA International Inc.
Músics rellevants que van signar per Warner Records han estat  Madonna, Prince, Cher, Alice Cooper, Kylie Minogue, Kimbra, Goo Goo Dolls, Sheryl Crow, Tevin Campbell, Ciara, Lil Pump, Gorillaz, Adam Lambert, Bette Midler, Grateful Dead, Blur, Duran Duran, Deep Purple, Fleetwood Mac, Liam Gallagher, Fleet Foxes, Jason Derulo, Lily Allen, Tegan and Sara, Dua Lipa, Linkin Park, Muse, Nile Rodgers, Black Sabbath, Red Hot Chili Peppers, the Black Keys, Mr. Bungle, Regina Spektor i Van Halen.

## Història
El 1958, el Warner Music Group es va diversificar i va donar com fruit la creació del segell discogràfic Warner Bros. Records. 
El 1967, un dels germans Warner, Jack, ven les seves accions de l'empresa a Seven Arts. Per tant, la nova empresa resultant passa a dir-se Warner-Seven Arts. En aquest mateix any, Warner-Seven Arts compra Atlantic Records.
El 1969, Warner-Seven Arts es ven a Kinney National (els amos del qual eren propietaris d'una empresa funerària) i es reanomena com a Warner Communications. Lluny de quedar-se aquí l'expansió, el grup poc després es fa amb altre segell discogràfic, Elektra Records. Les coses es relaxarien un poc fins a 1989, no sense que abans, el 1976, el llavors gegant del món del videojoc, Atari, fos adquirida per Warner.
Ja en els anys 80, Warner Communications Inc. és adquirida per Time Inc. el 1989 i la nova companyia passa a dir-se Time Warner Inc.
El 1996 Time Warner adquireix Turner Broadcasting System. A les portes del nou segle, el 10 de gener de 2000, s'anuncia la fusió entre AOL i Time Warner. Realment AOL absorbeix Time Warner i resulta finalment en AOL Time Warner. Els accionistes de AOL conformen la majoria amb 55% de les accions.

## Segells afiliats

### Actualment
- A&E Records (anteriorment Mushroom Records UK) (2003–present)
- Helium 3 (2006–present)
- Beluga Heights (2008–present)
- Facultad de Némea (2017–present)
- Festival Mushroom Records (2005–present)
- Hotwire Unlimited (2010–present)
- Machine Shop Recordings (2001–present)
- Loveway Records (2009–present)
- Mind of a Genius (2016–present)
- Arkade Records (2016 present)
- Nonesuch Records (2004–present)
- OVO Sound (2012–present)
- Parlophone (2014–present)
- Reprise Records (1963–present)
- REMember Music (2014–present)
- Sire Records (1978–1995, 2003–present)
- Artery Recordings (2017–present)[1]
- The Benton Music Records (2018–present)
- Clover Music (2018–present)

### Antigament
- 1017 Brick Squad Records
- 143 Records
- 4AD Records (1992–1998) (EUA només)
- Action Theory Records
- American Recordings (1988–1997 [US], 2005–2007 [worldwide])
- Autumn Records (1963–1965)
- Bearsville Records (1970–1984)
- BME Recordings
- Blacksmith Records (2005–2008)
- Brute/Beaute Records (2004–2007)
- Capricorn Records (1972–1977), (1990–1995)
- Chrysalis Records (1972–1976) (EUA només)
- Cold Chillin' Records (1987–1994)
- Dark Horse Records (1976–1992)
- Doghouse Records
- ECM Records (?–1984)
- Extasy International Records (2000–2004)
- Full Moon Records (1974–1992)
- F-111 Records (1995–2001)
- Geffen Records (1980–1990)
- Giant Records i les seves filials, Medicine Label (1993–1995), Paladin, Revolution (1990–2001)
- HRH MUSIC GROUP Paul Alfonso (2011–2015)
- Ice Age Entertainment
- Island Records (1977–1982, excepte per les publicacions de Steve Winwood fins al 1987)
- Jet Life Recordings
- Kwanza Records (1973–1974)
- Loma Records (1964–1968 i una botiga llançada el 2003)
- London Records (2000–2017)
- Luaka Bop Records (1988–2000)
- Malpaso Records (1995–2000)
- Maverick Records (1992–2008; inactiva)
- Maybach Music Group (2011–2012)
- Metal Blade Records (1988–1993)
- Music for Little People (1990–1995)
- Opal Records (1987–1993)
- Paisley Park Records (1985–1994)
- Perezcious Music
- Playmaker Music
- Premeditated Records (a mitjans de 1990)
- Public Broadcasting Service
- Qwest Records (1980–2000)
- Raybaw Records (2005–2008)
- RuffNation Records
- Slash Records (1982–1998)
- Teleprompt Records
- Tommy Boy Records (1985–2002)
- Valiant Records (1960–1966)
- Warner Alliance (1986–1998)
- Funk Volume (2015–2016)